# کرتیس اندرسون (بازیکن فوتبال)
کرتیس اندرسون (انگلیسی: Curtis Anderson؛ زادهٔ ۲۷ سپتامبر ۲۰۰۰) بازیکن فوتبال اهل بریتانیا است.
وی همچنین در تیم‌های ملی فوتبال England national under-16 football team، زیر ۱۷ سال انگلستان، زیر ۱۸ سال انگلستان، و زیر ۱۹ سال انگلستان بازی کرده‌است.